# 军队医院
军队医院是由軍隊拥有并負責管轄的醫院，經費通常來自軍費，通常是为現役或退役军人而设，部分军队医院也接待非军人以外的社会人士。
军队医院可以分为平时军队医院和战时军队医院。平时军队医院按照科室可分为综合医院和专科医院。按照规模和功能可划为总医院、中心医院、教学医院。战时军队医院由平时的军队医院抽组而成，還可以根據特性進一步划分为野战医院、基地医院、后方医院。

## 中國大陸
中國大陸軍医院的人事管理权和所有权属于军方，不受中華人民共和國卫生部管理。有些軍隊醫院將科室外包給莆田系，衍生出魏則西事件等問題。